# Joseph-Marie de Ségur-Cabanac
Pour les articles homonymes, voir Ségur (homonymie) et Cabanac (homonymie).
Joseph-Marie, comte de Ségur-Cabanac (5 février 1744, Paris - 27 août 1815, Paris), est un militaire et homme politique français.

## Biographie
Joseph-Marie de Ségur-Cabanac est le fils de Joseph de Ségur, vicomte de Cabanac, lieutenant général des armées du roi et administrateur de la Manufacture royale de glaces de miroirs, et de Jeanne Marie Le Maistre.
Il entra fort jeune dans les armées du roi, fut guidon, puis premier capitaine-sous-lieutenant des gendarmes de la garde ordinaire du roi, et devint colonel du régiment de Champagne; il était maréchal des camps et armées du roi et chevalier de l'ordre de Saint-Louis à la Révolution. 
Élu, le 8 avril 1789, député de la noblesse aux États généraux par la sénéchaussée de Bordeaux, il refusa de s'associer aux réformes réclamées par la majorité, donna presque immédiatement sa démission, et fut remplacé, le 27 août 1789, par Dabbadye. Il émigra en 1791 et rentra en France à l'époque du Consulat.
Il est le cousin germain du général Auguste von Ségur-Cabanac (1771-1847), qui émigre et fait souche en Autriche.

## Sources
- « Joseph-Marie de Ségur-Cabanac », dans Adolphe Robert et Gaston Cougny, Dictionnaire des parlementaires français, Edgar Bourloton, 1889-1891 [détail de l’édition]